# Desinvesteringsbijtelling
De desinvesteringsbijtelling is een verhoging op de winst uit onderneming en maakt deel uit van de Nederlandse Wet inkomstenbelasting 2001. 
De desinvesteringsbijtelling vindt plaats indien een bedrijfsmiddel wordt vervreemd binnen vijf jaar na het begin van het kalenderjaar waarin de investering heeft plaatsgevonden op het bedrijfsmiddel waarop investeringsaftrek is genoten. De desinvesteringsbijtelling is alleen van toepassing op desinvesteringen die een overdrachtsprijs hebben van meer dan 2300 euro. Het percentage van de desinvesteringsbijtelling is gelijk aan het percentage van de destijds genoten investeringsaftrek. De grondslag van het percentage is in principe het vervreemdingsbedrag met een maximum van het destijds geïnvesteerde bedrag. Het is namelijk niet de bedoeling dat de desinvesteringsbijtelling hoger is dan de investeringsaftrek die destijds ten laste van de winst is gebracht. 
Naast het daadwerkelijk vervreemden van een goed wordt hieraan gelijkgesteld: 
- het onttrekken van een bedrijfsmiddel aan de onderneming
- het niet binnen drie jaar na de investering in gebruik nemen van het  bedrijfsmiddel
- het niet binnen twaalf maanden betalen van ten minste 25% van de investering
- het bedrijfsmiddel hoofdzakelijk ter beschikking worden gesteld aan derden
- het gebruiken van het bedrijfsmiddel in een onderneming waarbij een regeling ter voorkoming van dubbele belasting van toepassing is

In deze gevallen wordt de waarde in het economisch verkeer als overdrachtsprijs genomen ter berekening van de desinvesteringsbijtelling.